# Amyris polymorpha
Amyris polymorpha är en vinruteväxtart som beskrevs av Ignatz Urban. Amyris polymorpha ingår i släktet Amyris och familjen vinruteväxter. Inga underarter finns listade i Catalogue of Life.